# Chamil Bassaïev
Ne doit pas être confondu avec Imam Chamil.
Chamil Salmanovitch Bassaïev (en russe : Шамиль Салманович Басаев), né le 14 janvier 1965 près de Vedeno (en), en Tchétchénie, et mort le 10 juillet 2006 près d'Ekajevo (en), en Ingouchie, était un militant  et combattant nationaliste et indépendantiste tchétchènes auquel il était commandant, puis djihadiste et islamiste radical commettant des attentats terroristes islamistes. Son groupe armé agissait en Russie, généralement dans le nord du Caucase, principalement en Tchétchénie et a revendiqué de nombreuses actions terroristes.

## Biographie
Renvoyé d'une université technique de Moscou en 1988 pour résultats insuffisants en mathématiques (ou absentéisme selon une autre version), Chamil Bassaïev avait profité de la perestroïka pour se lancer dans la vente d'ordinateurs avant de se consacrer à l'étude des sciences religieuses à l'Institut islamique d'Istanbul.
Au début de 1991, il rejoint les forces de la Confédération des peuples des montagnes du Nord-Caucase. Lors du putsch de Moscou, il prend partie pour la RSFS de Russie, défendant le siège de son gouvernement, car il pense qu'une victoire du Comité d'État sur l'état d'urgence risquerait de compromettre les chances de la Tchétchénie d'accéder à l'indépendance. En octobre 1991, il annonce sa candidature à l'élection présidentielle tchétchène (ru). Le 9 novembre 1991, pour protester contre la tentative du gouvernement fédéral d'introduire l'état d'urgence en Tchétchénie-Ingouchie, il détourne un Tu-154 de la compagnie Aeroflot vers la Turquie. Une fois arrivé à Ankara, il fait une conférence de presse dans l'avion avant de libérer les 178 otages présents à bord et de se rendre aux autorités turques avec ses deux complices (Saïd-Ali Satouïev et Lom-Ali Tchatchaïev). Les trois hommes sont par la suite expulsés vers la Tchétchénie. 
En 1992, Chamil Bassaïev est nommé au poste de commandant des troupes de la Confédération des peuples du Caucase. À partir d'août 1992, il participe activement aux hostilités en Géorgie, aux côtés des séparatistes abkhazes pro-russes en participant entre autres à la bataille de Gagra. Il devient un vice-ministre de la défense d'Abkhazie, exerçant les fonctions de commandant du front de Gagra et de vice-ministre abkhaze de la Défense. Il commande également un détachement de volontaires dénommé par la suite Bataillon abkhaze. 
Il se radicalise progressivement après la première guerre russo-tchétchène (1994-96). Selon ses dires, lui et ses hommes ont fait trois stages en Afghanistan. 
Il organise et revendique les prises d'otages sanglantes de civils à Boudionnovsk (juin 1995, 150 morts) et à Beslan en Ossétie du Nord (septembre 2004), Chamil Bassaïev fut considéré par les autorités russes comme le « terroriste numéro un » dans le pays. Il est aussi accusé par ces dernières d'avoir orchestré des attentats à Moscou et à Volgodonsk en septembre 1999. À l'élection présidentielle tchétchène de janvier 1997 (en), il obtient 23 % des voix face au modéré Aslan Maskhadov, qui les remporte avec plus de 59 % des voix. Bassaïev a reconnu avoir reçu de l'argent venant des milieux d'affaires de Moscou, en particulier de l'oligarque Boris Berezovski, financier proche de Boris Eltsine,. Avec son allié, le Saoudien Khattab, il fait une intrusion armée dans le Daghestan voisin de la Tchétchénie à partir du 7 août 1999 en vue d'y instaurer un État islamique. Sa tête est alors mise à prix par le Kremlin. 
Le 3 février 2005, la chaîne britannique Channel 4 diffuse un entretien avec Bassaïev, que les autorités russes tentent de faire interdire. Un nouvel entretien avec le journaliste Andreï Babitski est diffusé sur la chaîne américaine ABC en juillet 2005, suscitant la colère de Moscou. Bassaïev aurait apparemment été convaincu, peu de temps avant sa mort, par le « président de l'Itchkérie », Abdoul-Khalim Saïdoullaïev, le successeur d'Aslan Maskhadov, de renoncer aux actes contre les civils.
Bassaïev a été tué dans l'explosion d'un camion piégé avec d'autres camarades en Ingouchie, dans le Caucase russe, dans la nuit du 9 au 10 juillet 2006. Sa tête avait été mise à prix à 10 millions de dollars par les autorités russes. Les indépendantistes ont confirmé sa mort, tout en affirmant qu'elle avait été provoquée par une explosion accidentelle, et non par une opération spéciale du FSB selon la version officielle russe. Avec Dokou Oumarov, « président de l'Itchkérie » depuis la mort d'Abdoul-Khalim Saïdoullaïev, Chamil Bassaïev était le dernier chef de guerre à combattre depuis la première guerre russo-tchétchène. Contrairement aux autres chefs séparatistes tués (Saïdoullaïev, Maskhadov etc.), son cadavre n'a pas été montré à la télévision d'État russe, pratique pourtant en vigueur depuis la disparition de Djokhar Doudaïev, l'ex-général de l'armée soviétique qui avait proclamé l'indépendance tchétchène en 1991.